# Museu Monogràfic d'Empúries
El Museu Monogràfic d'Empúries (MAC-Empúries) és un museu situat dins del jaciment arqueològic d'Empúries creat en 1932 i actualment integrat al Museu d'Arqueologia de Catalunya (MAC).

## Història
Va ser el mateix Puig i Cadafalch qui el 1916 va projectar la construcció d'un museu monogràfic i centre d'investigació en el mateix jaciment, sobre les dependències del convent i de l'antiga torre, obra que inaugurà el 1917. Això va servir d'impuls a les mesures de protecció legal del lloc i l'interès creixent per part de la societat que visitava, amb una afluència cada vegada major, el recinte arqueològic d'Empúries.
L'any 1990 s'integrà dins del Museu d'Arqueologia de Catalunya (MAC), constituint-se com una secció més del MAC, que recull una bona mostra de les peces arqueològiques sorgides de les excavacions, no tan sols de la ciutat grega i romana d'Empúries, sinó també del seu entorn immediat. Amb la represa de les excavacions arqueològiques va rebre un impuls decisiu. L'any 1992 es produí una remodelació del museu. El museu està organitzat per àmbits temàtics que expliquen l'evolució general del jaciment i en mostren els aspectes més representatius de la seva cultura material. Aquests àmbits comprenen cronològicament des dels primers pobladors del territori, abans de l'arribada dels grecs i de la fundació de la ciutat d'Empòrion, fins a l'abandonament de les dues ciutats i el període tardoromà. Així, al Museu Monogràfic d'Empúries es conserven alguns dels objectes descoberts durant les excavacions que han anat produint-se amb el temps, i també la sala monogràfica de l'Esculapi d'Empúries. L'any 2008 se celebrà el centenari de l'acte de recuperació institucional i l'inici de les excavacions oficials a Empúries, amb el retorn de l'estàtua del déu grec de la Medicina, Asclepi, coneguda popularment com l'Esculapi. Aquell mateix any s'inaugurà la nova sala en la qual s'exposa aquesta escultura, considerada com la millor de l'art grec hel·lenístic a la Mediterrània occidental. També es dugué a terme la restauració i l'adequació museogràfica del Fòrum Romà, i s'impulsà la creació dels nous magatzems arqueològics i d'un nou centre de visitants.

## Objectes de la col·lecció
| Objecte | Descripció | Període                             | Cronologia    | Material                        | Procedència                                   |
| ------- | --- | ----------------------------------- | ------------- | ------------------------------- | --------------------------------------------- |
|         | A l’anvers, figura el cap de Pal·les Atenea, amb el casc corinti, la visera alçada i un gran plomall. Al revers, hi ha el Pégas amb el cap modificat. Aquestes emissions de bronze són el nexe d’unió entre les emissions de tipus grec i les cíviques, amb llegenda llatina, de la creació del municipi romà, en època d’August. | Cultura Ibèrica                     | Segle II aC   | Bronze                          | Empúries                                      |
|         | Les peces més significatives són destrals, un cisell i un fragment del dors d’una falç. La majoria són destrals del tipus anomenat de taló per la forma característica del mànec, amb una petita anella lateral. Una de les destrals és diferent i presenta unes aletes laterals doblegades a cada banda per facilitar la col·locació del mànec. | Bronze Final                        | Segle IX aC   | Bronze                          | Empúries                                      |
|         | Carta comercial grega escrita amb incisions sobre làmina de plom, amb unes dimensions de 9,5 cm d’alçada, 14’2 cm d’amplada i 0’1 cm de gruix. Es tracta d’una carta privada de caràcter comercial en què un comerciant de parla jònia, parla de la zona de Focea o d’alguna de les seves colònies, encarrega la compra i el transport de determinades mercaderies al seu consignatari a Empúries. | Cultura grega                       | Segle VI aC   | Plom                            | Neàpolis d'Empúries                           |
|         | Tipus de recipient en què els grecs barrejaven l’aigua amb el vi abans de servir-lo, ja que no el bevien mai sol. La peça, fabricada als tallers ceràmics d'Atenes, va arribar a Emporion a través del comerç marítim. Les imatges representades estan relacionades amb escenes de festa i dansa (kómos) en honor del déu del vi Dionís. | Cultura grega                       | Segle V aC    | Ceràmica                        | Empúries                                      |
|         | Estàtua grega d'Asclepi de marbre que representa una divinitat masculina barbada i vestida amb mantell, identificada tradicionalment amb Asklepios, el déu grec de la Medicina. De mida una mica més gran que el natural (2,20 m amb la base), està esculpida en dues grans parts que encaixen obliquament a l’altura del tors: la part inferior, amb el mantell i les sandàlies, és de marbre originari del Pentèlic (Atenes), mentre que la part superior, amb el bust nu, el cap i el braç dret, estan fets en marbre de l'illa de Paros, d’igual manera que l'avantbraç esquerra, fixat amb perns al cos. Actualment diversos investigadors qüestionen aquesta interpretació. Així, s’ha proposat que pugui representar a una divinitat protectora de la ciutat (el Agathos Daimon), o bé al déu alexandrí Serapis, el culte del qual a Emporion es coneix gràcies a la troballa d’una inscripció. | Cultura grega                       | Segle II aC   | Marbre                          | Neàpoli d'Empúries                            |
|         | Format per una base de ceràmica de forma anular, amb l’interior buit, a la qual s’afegeixen diversos vasets, destinats a rebre les ofrenes, que es comuniquen amb la base a través d’un forat situat al fons. Es tracta de representacions en miniatura de peces que formaven part del parament de la llar, en aquest cas tres hídries amb dues nanses horitzontals i una de vertical. Aquests vasos s’utilitzaven per fer libacions amb líquids com ara vi, aigua, oli, llet o mel, en funció de la disponibilitat i de la divinitat a qui s’adreçava el ritual. La troballa de nombrosos kernoi en aquest sector d’Emporion permet suposar l'existència d’una àrea de culte vinculada, probablement, a l’activitat marinera o als cultes a divinitats femenines com Demèter i Cora. | Cultura grega                       | Segle V aC    | Ceràmica                        | Neàpolis d'Empúries                           |
|         | Placa incompleta en marbre gris de Saint-Beat (Pirineus). Se’n conserven tres fragments, del costat dret, mentre que falta tota la banda esquerra. És una dedicació per part d’un personatge anomenat Numas, probablement un comerciant, a les divinitats alexandrines de [Isis i] Serapis. La transcripció del text es mostra a sota [amb la part restituïda entre claudàtors] i es pot traduir així: A Isis, a Serapis, Numas, fill de Numeni, originari d’Alexandria, per devoció va tenir cura que es fes aquest temple, aquestes estàtues, aquest pòrtic. | Cultura grega, període hel·lenístic | Segle I aC    | Marbre de Saint-Beat (Pirineus) | Diversos espais de la ciutat grega d'Empúries |
|         | Altar domèstic pintat, trobat en l'excavació de la casa romana número 2B de Empúries, l’any 1956. El suport de l’ara, que resta in situ, era feta d’obra, revestit de calç i pintat. La pintura es va arrencar i es va col·locar en un suport nou, per tal de ser exposat a la sala del museu. Aquesta ara estava destinada al culte domèstic i, amb les ofrenes que s’hi feien durant les festivitats, es potenciava l’aspecte reproductiu, de la vida i de la multiplicació, expressat amb la pinya. El gall es relaciona amb el déu Mercuri. | Cultura romana                      | Segle I dC    | Enlluit de calç i pintat        | Ciutat romana d'Empúries                      |
|         | Emblema de mosaic, de 56’7 x 60 cms, trobat el 1849 en una casa de la ciutat romana que encara avui no s’ha excavat. Decorava la part central d’una de les sales destinades a banquets (triclinia). Està elaborat amb tessel·les molt petites i de color (opus vermiculatum) que permeten obtenir qualitats pictòriques, fou obrat en un taller de la Mediterrània oriental. Es pot datar entorn del s.I aC. i reprodueix una pintura grega, del segle iv aC, que representa l'escenificació teatral del mite del sacrifici d'Ifigenia, basat en la tragèdia d'Eurípides Ifigenia a Àulida. | Cultura romana                      | Segle I aC    | Tressel·les de pedra i morter   | Ciutat romana d'Empúries                      |
|         | Hermes de marbre (22,5 cm d’alçada, 16 cm d’amplada i 9,3 cm de gruix) trobat el dia 7 de juny del 2005 a la insula 30 de la ciutat romana d’Empúries. En el món grec, l’hermes era un pilar prismàtic de pedra, utilitzat originàriament com a indicador de camins, sobre el qual figurava el cap barbat del déu Hermes, protector dels viatgers. Amb el temps, es convertí en un simple suport per representar també altres divinitats. En època romana, però, esdevingué un element decoratiu utilitzat en l’ornamentació escultòrica dels jardins, dels peristils o de les estances principals de les cases. Es trobava també en espais públics com les palestres de les termes o els pòrtics dels teatres. Els busts que decoraven aquests pilarets, en la majoria dels casos, representaven el déu del vi, Dionís o Bacus, o bé altres personatges del seu seguici (sàtirs, silens, Pan...). | Cultura romana                      | Segle I-II dC | Marbre blanc de Luni            | Ciutat romana d'Empúries                      |
|         | Les monedes s’amagaven a l’interior d’un petit recipient de terrissa enterrat en un nivell que, estratigràficament, es relaciona amb el període fundacional de la ciutat romana durant la primera meitat del segle i aC i amb l’ocupació d’aquest sector de la ínsula 30 per una domus d’atri i altres espais oberts annexos. Està format per 200 denaris, el més modern del qual correspon a l'emissió de C. Postumius, feta a la seca de Roma l’any 74 aC. L’absència de dracmes de plata d’Emporion o d'altres emissions ibèriques assenyala la voluntat del propietari per seleccionar únicament denaris romans i rebutjar les monedes locals. Tant la selecció com la composició del tresor, amb un predomini clar de les emissions situades entre els anys 89-75 aC, així com també el fet que la majoria de monedes s’encunyaren al taller de Roma podria indicar que ja va arribar format d’Itàlia o, si fem cas d’algunes poques emissions de l’àrea de Narbona, haver-se completat al sud de la Gàl·lia. | Cultura romana                      | Segle I aC    | Plata i ceràmica                | Ciutat romana d'Empúries                      |